# Alberto Vaquina
Alberto Vaquina (Nampula, 4 de julho de 1961) é um político moçambicano, foi primeiro-ministro de Moçambique de 2012 até 2015.
Vaquina é médico de profissão, tendo-se formado no Instituto de Ciências Biomédicas Abel Salazar (ICBAS) da Universidade do Porto, Portugal, em 1992. Exerceu medicina em Portugal até regressar a Moçambique em 1996.
De regresso a Moçambique, começa por exercer medicina, mas em breve inicia a sua carreira política. É nomeado, sucessivamente, Director Provincial de Saúde em Cabo Delgado (1998-2000) e Nampula (2001-2005), donde passa a Governador de Sofala (2005-2010) e finalmente Governador de Tete (2010-2012).